# Norbert Dedeckere
Norbert Dedeckere (* 23. November 1948 in Stene (Ostende); † 17. Januar 2015 in Brugge) war ein belgischer Radrennfahrer und Weltmeister im Radsport.

## Sportliche Laufbahn
Dedeckere war im Querfeldeinrennen (heutige Bezeichnung Cyclosport) aktiv. Sein größter sportlicher Erfolg war der Gewinn des Titels bei den UCI-Weltmeisterschaften im Querfeldeinrennen als Amateur 1972 in Prag vor dem Einheimischen Miloš Fišera. Zwei Jahre später konnte er auch den Titel eines belgischen Meisters vor seinem langjährigen Rivalen Robert Vermeire gewinnen. Neben seinem Titel gewann er noch mehrfach Medaillen bei den nationalen Titelkämpfen. Von 1969 bis 1979 startete er neunmal bei den Weltmeisterschaften in seiner Spezialdisziplin. 1970 gewann er die Bronzemedaille. Mehr als 200 Siege bei Querfeldeinrennen standen am Ende seiner Laufbahn in seiner Erfolgsliste. Seit 2016 gibt es in Middelkerke eine 30 Kilometer lange Mountainbikeroute, die seinen Namen trägt.